# 北海道夕張鹿島高等学校
北海道夕張鹿島高等学校（ほっかいどう ゆうばりかしまこうとうがっこう、Hokkaido Yubari Kashima High School）は、かつて北海道夕張市鹿島明石町に存在していた道立高等学校。

## 沿革
- 1950年9月1日 - 北海道立夕張北高等学校鹿島分校として夕張市鹿島中学校に併置（3クラス180人）
- 1952年4月1日 - 北海道夕張鹿島高等学校として独立
- 1960年7月12日 - 夕張市鹿島明石町に独立校舎新築完成
- 1962年4月1日 -  全日制普通科開設
- 1965年4月1日 - 北海道夕張東高等学校と改称
- 1983年3月31日 - 閉校

## 交通
三菱石炭鉱業大夕張鉄道線明石町駅が付近にあり、本校生徒の利用も見られたが、同駅は1973年12月16日の同線部分廃止に伴って廃止されている。明石町駅前には美鉄バス・夕張鉄道の明石町停留所があり、閉校当時運行されていた。

## 閉校後
2014年3月、夕張シューパロダムの試験湛水開始により鹿島地区（大夕張）の大半は湖底に沈んだが、本校旧校地は高台に立地していたため水没は免れることから、鹿島地区各地に残されていた閉校記念碑・道路開通記念碑・戦没者慰霊碑・馬頭観音などが同地に集められ、新たに「鹿島眺望公園」が整備された。本校校歌を刻んだ「北海道立夕張東高等学校記念塔」も建てられている。同公園隣を新たに付け替えられた国道452号（夕張国道）が通っている。「眺望」の名の通り、眼前にシューパロ湖を眺め、夕張岳を望みつつ、往年の大夕張を偲べる場所となっている。

## 主な出身者
- 中松義治（元小樽市長）